# Табір військовополонених № 126
Табір військовополонених № 126, офіційна назва — Табір № 126 МВС СРСР (рос. Лагерь № 126 МВД СССР) — табір військовополонених в місті Миколаїв, який існував у 1944—1949 роках на території колишнього німецького концтабору «Шталаг-364». Контингент табору використовувався на роботах по відновленню міста.

## Утворення

### Формування
Табір № 126 МВС СРСР було утворено 16 червня 1943 року у місті Шадринськ Курганської області. З відступом німецьких військ табір спочатку переїхав у Чернігів, потім у Кривий Ріг. 10 травня 1944 року табір остаточно осів у Миколаєві на місці колишнього німецького концтабору. Під час переміщення полонених з табору, 759 осіб було передано до 84-го табору в місті Асбест.

### Внутрішня структура
У двох великих табірних відділеннях були господарські приміщення, як-от кухні та склади. Згодом з'явилися ремонтні майстерні, адаптовані до потреб табору — столярні, швацькі та шевські. Останні здебільшого обробляли одяг, що зберігався в магазинах. Хоча керівництво табору та місцеві чиновники навіть замовляли щось за індивідуальним замовленням із наявних матеріалів, ремонт індивідуального одягу для окремого військовополоненого практично не проводили, якщо тільки він не міг щось віддати натомість (речі, здобуті на робочому місці в місті, гроші, тютюн тощо), а також надати необхідний матеріал для ремонту.
Для розміщення військовополонених було створено обгороджені колючим дротом території, навколо яких були встановлені сторожові вишки. Для охорони території були задіяні спеціальні підрозділи, що складалися майже виключно з солдатів віком від 20 до 30 років. Вони чергували на сторожових вишках, супроводжували транспорт і охороняли робочі місця. Однак, як і їхні офіцери, вони не мали доступу до табору.
Керівник табору для військовополонених та його посадові особи повинні були забезпечувати в таборі порядок, чистоту і регулярний розпорядок дня. Працівники МВС, що відповідали за моніторинг і нагляд, були німецькомовними співробітниками держбезпеки. Вони перебували в зонах на свій розсуд, тобто нерегулярно. Вони керували управлінням табором і стежили за табірним життям, особливо за постачанням.

## Контингент
Після перевірки місця дислокації у вересні 1944 року у 14 ешелонах до Миколаєва прибула перша партія військовополонених у кількості близько 8600 осіб. На кінець 1945 року їх налічувалось уже до 20 тисяч осіб. Частину цих людей складало вивезене з Румунії, Югославії, Угорщини, Чехословаччини населення. З метою уникнення скупчення та ефективного управління полонених поділили на відділення, взводи, роти, а батальйони — за національним принципом. Зокрема, діяло 9 німецьких батальйонів, 6 — угорських, 2 — румунських.
Контингент табору становили військовополонені чоловіки у віці від 17 до 50 років, «здатні до фізичної праці та носіння зброї», переважно з Німеччини. Згідно з німецькими джерелами, у таборі також утримували близько десятка жінок віком 20—30 років із Румунії.
Полонені цього табору входили до так званої «центральної зони», тобто мали певні привілеї: як у харчах, так і в утриманні. В середньому, на одного бранця виходило близько 3200 калорій на добу (наприклад для ув'язненого в ГУЛАГу діяла норма 1500 калорій на добу). З початком голоду 1946—1947 років, на годування полонених розраховували трохи менше: 2368 калорій на добу. Також вони мали 8-годинний робочий день. Частина осіб із другої групи працювала на легких роботах, а взимку у приміщеннях без опалення — не більше 4—6 годин. Для зручності етапування піших переходів понад 3 кілометри не було. За необхідності військовополонених перевозили автотранспортом. Для оплати праці використовували республіканські розцінки по відношенню до цивільних працівників.

### Кількість бранців і жертв
Загалом через табір пройшло майже 28 000 ув'язнених: більш ніж 15 000 німців, майже 8000 угорців, близько 3100 румунів, понад 1000 молдаван або бессарабців, 628 австрійців. Загалом у таборі були представники щонайменше з 28 країн, зокрема роми та євреї.
За п'ять років існування табору через хвороби загинуло близько 2000 полонених, яких утримували в ньому. Більшість випадків загибелі мали місце в 1944—1945 роках. Смертність бранців обумовлювалася, окрім незадовільного здоров'я останніх, ще й тим, що табори відправляли на лікування вже майже нетранспортабельних хворих, які перебували у вкрай важкому стані, і їхня смерть часто була питанням часу. У доповідній записці начальника оперативного відділення табору, зокрема, вказувалося, що ліквідувати смертність до кінця 1944 року не вдалося: у грудні померло 420 осіб (переважно дистрофіків і госпітальних хворих).
За результатами перевірок медичних установ у Головному управлінні у справах військовополонених та інтернованих дійшли висновку, що лікувальна справа в таборах, їхня оснащеність медтехнікою та медикаментозна забезпеченість різко відстають від вимог і завдань з надання своєчасної та кваліфікованої медичної допомоги військовополоненим і відповідного догляду за ними. У списку неблагополучних через високу смертність контингенту перебували й одеський табір № 159, миколаївський № 126 і запорізький № 100. У них за перші півтора місяця 1945 році сумарно померло 2944 людини.
Зусилля, спрямовані на боротьбу із захворюваністю і смертністю, покращили ситуацію лише у 1948 році. Проте Миколаївська область серед інших все одно відзначалася як така, у якій ще станом на 1 січня 1948 року продовжували мати місце пізня госпіталізація хворих і несвоєчасна реевакуація здорових назад до таборів.
За даними Народної спілки Німеччини з догляду за військовими похованнями на миколаївському цвинтарі є 383 поховання полонених табору, датованих періодом 1945—1949 років.

### Відновлені об'єкти
Трудовий фонд табору у колишньому селищі Темвод використано на роботах з відродження суднобудівного заводу імені 61 Комунара, таборове відділення № 1 у місті Миколаїв — на відбудові суднобудівного заводу імені Андре Марті (нині Чорноморський суднобудівний завод). Таборове відділення № 2 наново будувало Військово-морське мінно-торпедне авіаційне С. Леваневського.
Одночасно велися роботи з відновлення морського порту, кар'єрів, підсобних господарств, драмтеатру імені В. Чкалова, Миколаївської ТЕЦ, залізниці, житлового фонду. За кілька років уже відновлено «Дормашину», Миколаївський кораблебудівний інститут, будівельний, суднобудівний технікуми, трамвайні шляхи, вагони, бані, пральний комбінат, водопровідні колодязі, насосні станції, водонапірну башту.

## Умови утримання

### Проживання
Військовополонені спочатку спали на підлозі через відсутність каркасів ліжок. До кінця 1944 року були встановлені дво- або триповерхові дерев'яні ліжка, які влітку—восени 1945 року замінили простими двоповерхові рамами без опор, зварених із залізної труби. Між трубами натягувалися матеріали з робочого місця, зачасту дріт. Основою слугували мішки, наповнені очеретом. Світло вироблялося масляними і карбідними лампами. У великих приміщеннях корпусів площею 15 м2 розташовувалися цегляні печі, які опалювалися переважно дровами.

### Продовольство

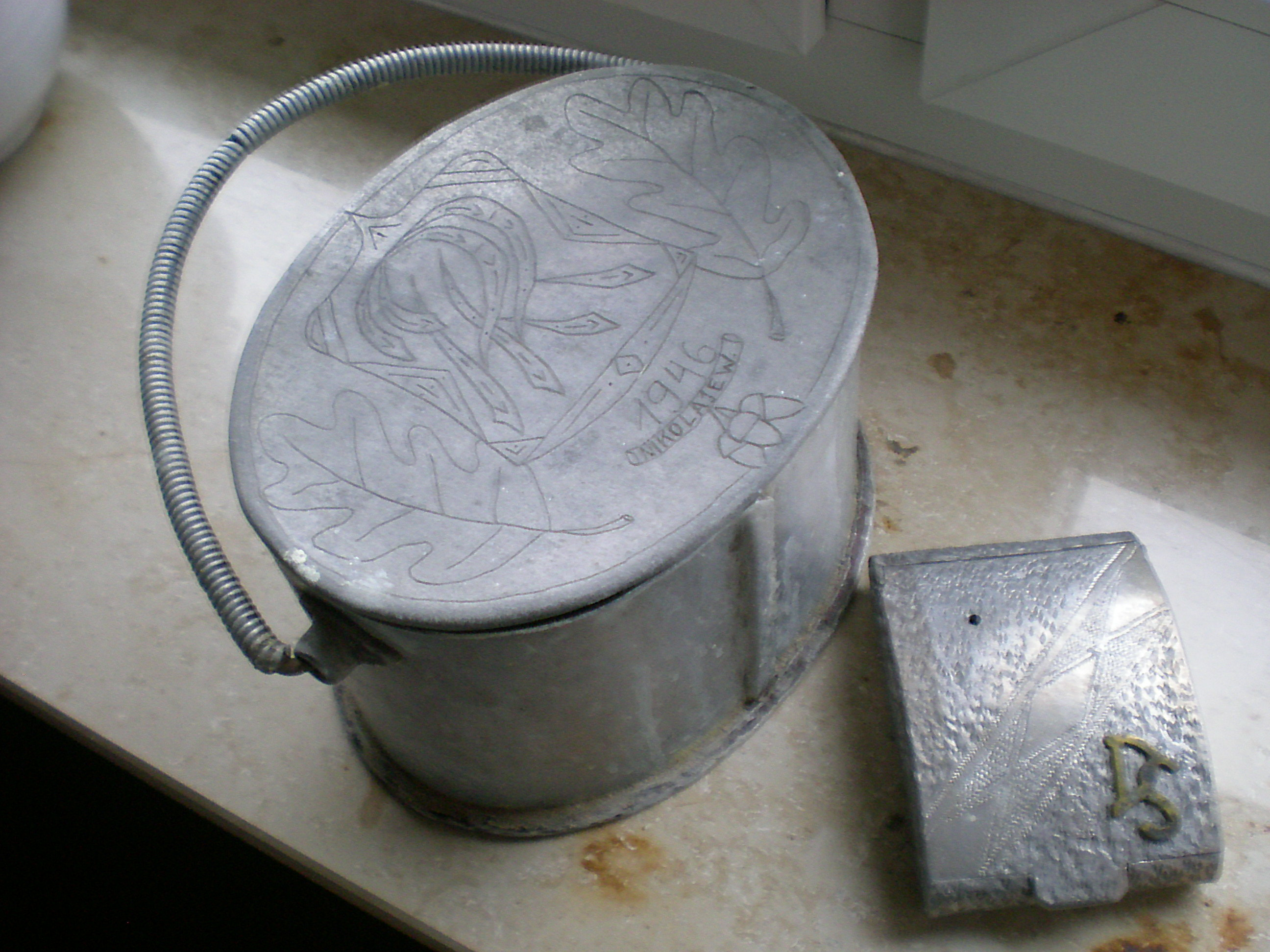
Предмет побуту військовополоненого з Миколаєва: посуд для їжі і портсигар

Їжа становила приблизно півлітра рідкого супу двічі на день і 200 грам каші в обід. Найважливішим продуктом харчування було 600 грамів хліба — за умови відсутності дефіциту продуктів, що регулярно відбувалося до капітуляції Німеччини, зокрема з борошном, а надалі час від часу залежало від ситуації з постачанням у Миколаєві. До продуктового набору також входили невелика кількість цукру й тютюну (махорка грубої нарізки), господарське мило та сірники. Обід із кухні на робоче місце доставляли у великих металевих відрах і подавали там під час півгодинної перерви.
Роздача продовольства здійснювалася під пильним наглядом до середини 1945 року. Згодом ситуація полегшилася, але по суті тривала впродовж усього терміну перебування військовополонених в таборі. Під час роздачі супу слідкували за тим, щоб половник був повністю заповнений, а вміст каструлі перемішували знову і знову, щоб більш поживні інгредієнти змішувалися майже рівномірно в переважно водянистих супах. Оскільки під час порціонування буханок, яке спочатку робили на око, часто виникали суперечки. Згодом почали використовували саморобні, досконаліші ваги. Ваги також використовували для поділу кількості цукру і тютюну, які роздавали полоненим.
Посудом і столовими приборами полонених не забезпечували, бранцям доводилося добувати їх самостійно. Крім нечисленного збереженого посуду вермахту, для приймання супу і каші використовували посудини найсвоєріднішої конструкції — від простої, максимально великої консервної банки (через можливу другу порцію) до художньо оформленого та орнаментально прикрашеного посуду з алюмінію. Для багатьох ув'язнених це було найважливішими речами, яке дехто носив прикріпленим до одягу навіть під час роботи.
Під час зими 1944—1945 років в полонених з одягу було здебільшого тільки те, що вони взяли в полон, — часто небагато, оскільки дорогою до збірного табору їм видавали забраний в них одяг (зазвичай формений), куртки та, передусім, взуття, яке призначалося для власного користування. Особливо це стосувалося тих, хто був захоплений у полон поодинці або невеликими групами. Майже ні в кого з узятих у полон до завершення війни не було достатнього взуття. Багато хто прийшов у табір босоніж і змушений був обходитися підніжками. Пізніше, крім залатаних старих (переважно особистих) черевиків, часто випускали типові голландські дерев'яні черевики — кломпи.
З осені 1945 року на майбутню зиму почали видавати тепліший верхній одяг, а також нові стьобані ватяні куртки (так звані фуфайки). Щоб ідентифікувати себе як військовополонених, на верхньому одязі на руці мало бути маркування «ВП» як скорочення від військовополоненого. Під час видачі одягу, у зв'язку з тим, що не всі військовополонені могли бути враховані, керувалися загальноприйнятим принципом віддачі переваги найкращим полоненим-працівникам (тобто тим, хто забезпечував 100% і більше необхідних показників).

### Управління
Внутрішнє табірне управління перебувало в руках військовополонених. Табірних начальників і старост корпусу, яких набирало радянське табірне керівництво і працівники МВС, обирали серед самих полонених. Важливу роль під час вибору грали вік, світосприйняття, напористість і, насамперед, знання російської мови. Вони звільнялися від роботи за межами табору і мали стежити за чистотою і порядком в ньому.
Спочатку в управлінні табором і в табірних послугах перевагу віддавали німцям і особливо румунам (зокрема молдаванам, які часто розмовляли російською), оскільки вони вважали німців винуватцями своїх страждань. Те саме відбувалося і під час розподілу людей на роботу, доки радянська сторона не усвідомила, що німецькі військовополонені працювали краще через ретельнішу підготовку. Радянське табірне керівництво скористалося цією конфліктною ситуацією між національностями для контролю один за одним.

## Примусові роботи
Крім професійних навичок, можливість виконання трудової діяльності також визначав їх фізичний стан. Працездатність визначали під час регулярних оглядів усієї табірної робочої сили, переважно військовими лікарями. Серед оглянутих виділялося п'ять категорій:
- Категорія I і II — повністю працездатні.
- Категорія III — умовно придатний до роботи.
- Категорія ОК (абревіатура від рос. оздоровительная команда; категорія хворих в'язнів) — легка робота, до чотирьох годин на день, період одужання.
- Категорія дистрофії — непрацездатний, прикутий до ліжка.

Обстеження, під час яких завжди доводилося піднімати ліву руку, також слугували для виявлення татуювань з групою крові у членів СС. У гострих випадках захворювання лікарі також оцінювали працездатність людини перед виходом на роботу.
Робочий час військовополонених також ґрунтувався на загальноприйнятих правилах праці Радянського Союзу, в яких застосовувався восьмигодинний робочий день. За рідкісними винятками, особливо в 1944 і 1945 роках, цього правила дійсно дотримувалися. В обідній час, тобто в середині робочого дня, була півгодинна перерва, щоб поїсти і відпочити.
Для роботи військовополонені ділилися на робочі бригади за національністю, професійний склад і чисельність яких залежали від потреб місця роботи. Поки інженери, майстри та бригадири місцевих компаній ставили завдання (часто за міністерськими вказівками з Москви), бригадири розділяли свої команди на виконання залежно від їхньої кваліфікації. Тим часом перед бійцями Червоної Армії стояло єдине завдання — охороняти розмежовану робочу зону. Були випадки нападів на військовополонених на робочих місцях, особливо перед кінцем війни. Коли з кінця 1945 року через скорочення в Червоній Армії виник дефіцит кадрів в охороні, набір здійснювали з лав полонених зі складів і робочих зон. Їх можна було ідентифікувати за літерами «ВК» на плечі.
Робота в перші кілька місяців полягала переважно в очисних роботах на верфях та інших підприємствах. На початковому етапі було сформовано бригади кваліфікованих робітників, зокрема для обробки заліза і дерева, які працювали або спільно з цивільним населенням, або в окремих для нього цехах. Роботу виконували за загальноприйнятими в Радянському Союзі правилами, які передбачали певні норми виробітку стаханівської системи для кожної вимірюваної роботи і за виконання яких передбачалася винагорода, що загалом мала бути виплачена адміністрації табору. Це дало змогу щорічно проводити приблизний розрахунок витрат і результатів. Залежно від обсягу виконання робіт бригади отримували норму хліба, а саме 200 грам на людину для 100% від виконаного завдання і більше та 100 грам на людину для 80%.

## Ліквідація
Перші звільнення в'язнів відбулися восени 1945 року. Це були винятково хворі люди, інваліди та остаточно непрацездатні, зокрема німці — якщо тільки їх ще не ідентифікували під час перевірок як членів частин, причетних до воєнних злочинів або тих, кого підозрюють в таких діях. Подальші репатріації проводилися в майбутньому здебільшого на основі цих критеріїв, водночас румунам (включно з молдаванами) та угорцям, зі зрозумілих причин, віддавали перевагу над німцями з післявоєнних політичних міркувань.
Табір № 126 МВС СРСР припинив своє існування у 1949 році внаслідок критичної ситуації, в умовах якої МВС СРСР опинилося в пастці прорахунків рентабельності, собівартості, витрат. Невдовзі переважну більшість військовополонених репатрійовано або переведено до інших таборів, а залишки табору знищені при розширенні суднобудівного заводу.